# Cautano
Cautano ist eine italienische Gemeinde in der Region Kampanien in der Provinz Benevento mit 1891 Einwohnern (Stand 31. Dezember 2023). Sie ist Bestandteil der Bergkommune Comunità Montana del Taburno.

## Geographie

Lage von Cautano in der Provinz Benevento

Die Gemeinde liegt etwa 14 km westlich der Provinzhauptstadt Benevento im Hügelland an der Ostseite des Monte Taburno. Die Nachbargemeinden sind Campoli del Monte Taburno, Foglianise, Frasso Telesino, Tocco Caudio und Vitulano. Die weiteren Ortsteile sind Cacciano, Loreto, Maione, Prata, Sala und San Giovanni.

## Wirtschaft
Die Einwohner leben hauptsächlich von der Landwirtschaft.